# Макаров Павло Олександрович
Павло́ Олекса́ндрович Мака́ров (рос. Павел Александрович Макаров; 10 листопада 1921 — 24 березня 1944) — радянський артилерист. Сержант. Герой Радянського Союзу (1944).

## Біографія
Павло Олександрович Макаров народився 10 листопада 1921 року в селі Рязань (нині Череповецького району Вологодської області). Росіянин. Член ВКП(б) з 1943 року.
Закінчив Череповецький механічний технікум. Працював у міській артілі.
В Радянській армії від лютого 1942 року. Відтоді на фронті. Був командиром гармати 7-го стрілецького полку 24-ї стрілецької дивізії (відомої ще як Залізна дивізія) 18-ї армії Першого Українського фронту (до 20 жовтня 1943 року це був Воронезький фронт).
У 7-й полк прибув у лютому 1942 року. Командир гармати 7-го стрілецького полку сержант Макаров відзначився в бою 24 березня 1944 року в ході Проскурівсько-Чернівецької операції Першого Українського фронту. Противник за підтримки 19 танків намагався прорватися по шосе Сатанів — Гусятин в районі села Іванківці (Городоцький район Хмельницької області). Підпустивши ворога на 200—250 метрів, обслуга гармати відкрила вогонь прямою наводкою і підбила два танки. Павло загинув у цьому бою. Похований у братській могилі в селі Іванківці.
Звання Героя Радянського Союзу надано Указом Президії Верховної Ради СРСР від 23 вересня 1944 року посмертно. Нагороджений орденом Леніна, медаллю.
Іменем Героя названо вулиці в селищі Сатанів Городоцького району Хмельницької області та селищі Суда Череповецького району. Меморіальні дошки встановлено в місті Череповець і в селі Рязань на будинку, де він народився.
У лютому 1965 року постановою Ради Міністрів Української РСР Сатанівській середній школі надали ім'я Героя Радянського Союзу Павла Макарова.